# Дуброва, Мария Андреевна
Мария Андреевна Дуброва (1912, теперь Запорожская область — ?) — советская государственная деятельница, звеньевая совхоза имени Горького Мелитопольского района Запорожской области. Герой Социалистического Труда (20.08.1949). Депутат Верховного Совета УССР 3-го созыва.

## Биография
Родилась в многодетной семье крестьянина-бедняка. С 1930-х годов работала в совхозе имени Горького Мелитопольского района Запорожской области.
С 1944 года — звеньевая второй бригады семеноводческого совхоза имени Горького Мелитопольского района Запорожской области. В 1948 году собрала урожай пшеницы 30,5 центнеров с гектара на площади 24,5 гектара. Выращивала 18 центнеров проса с каждого гектара широкорядного посева.
Потом — на пенсии в поселке Возрождение Новобогдановского сельского совета Мелитопольского района Запорожской области.

## Награды
- Герой Социалистического Труда (20.08.1949)
- орден Ленина (20.08.1949)